# Highlands (canción)
Highlands es una canción compuesta por el cantante estadounidense Bob Dylan incluida en su trigésimo álbum de estudio Time Out of Mind, editado el 30 de septiembre de 1997. Con una duración de 16:31, es la segunda más larga de su autor hasta la fecha, solo superada por "Murder Most Foul" (2020). Su título está sacado del poema del autor escocés Robert Burns "My Heart's in the Highlands". En la letra, Dylan hace referencia al músico y compositor Neil Young, y a la autora Erica Jong.